# Villar de Fallaves
Villar de Fallaves ist ein nordwestspanischer Ort und eine Gemeinde (municipio) mit 49 Einwohnern (Stand: 2024) im Osten der Provinz Zamora in der Autonomen Gemeinschaft Kastilien-León.

## Lage und Klima
Villar de Fallaves liegt in der kastilisch-leonesischen Hochebene in einer Höhe von etwa 695 m. Die Provinzhauptstadt Zamora befindet sich ca. 62 Kilometer südwestlich. Das Klima im Winter ist durchaus kalt, im Sommer dagegen warm bis heiß; die spärlichen Regenfälle (ca. 471 mm/Jahr) fallen verteilt übers ganze Jahr.

## Bevölkerungsentwicklung
| Jahr      | 1970 | 1981 | 1991 | 2001 | 2011 | 2021 |
| Einwohner | 177  | 145  | 124  | 105  | 65   | 44   |

Der deutliche Bevölkerungsrückgang in der zweiten Hälfte des 20. Jahrhunderts ist im Wesentlichen auf die Mechanisierung der Landwirtschaft, die Aufgabe bäuerlicher Kleinbetriebe („Höfesterben“) und den damit einhergehenden Verlust von Arbeitsplätzen zurückzuführen.

## Sehenswürdigkeiten
- Vinzenzkirche (Iglesia de San Vicente)
- Kreuzkapelle

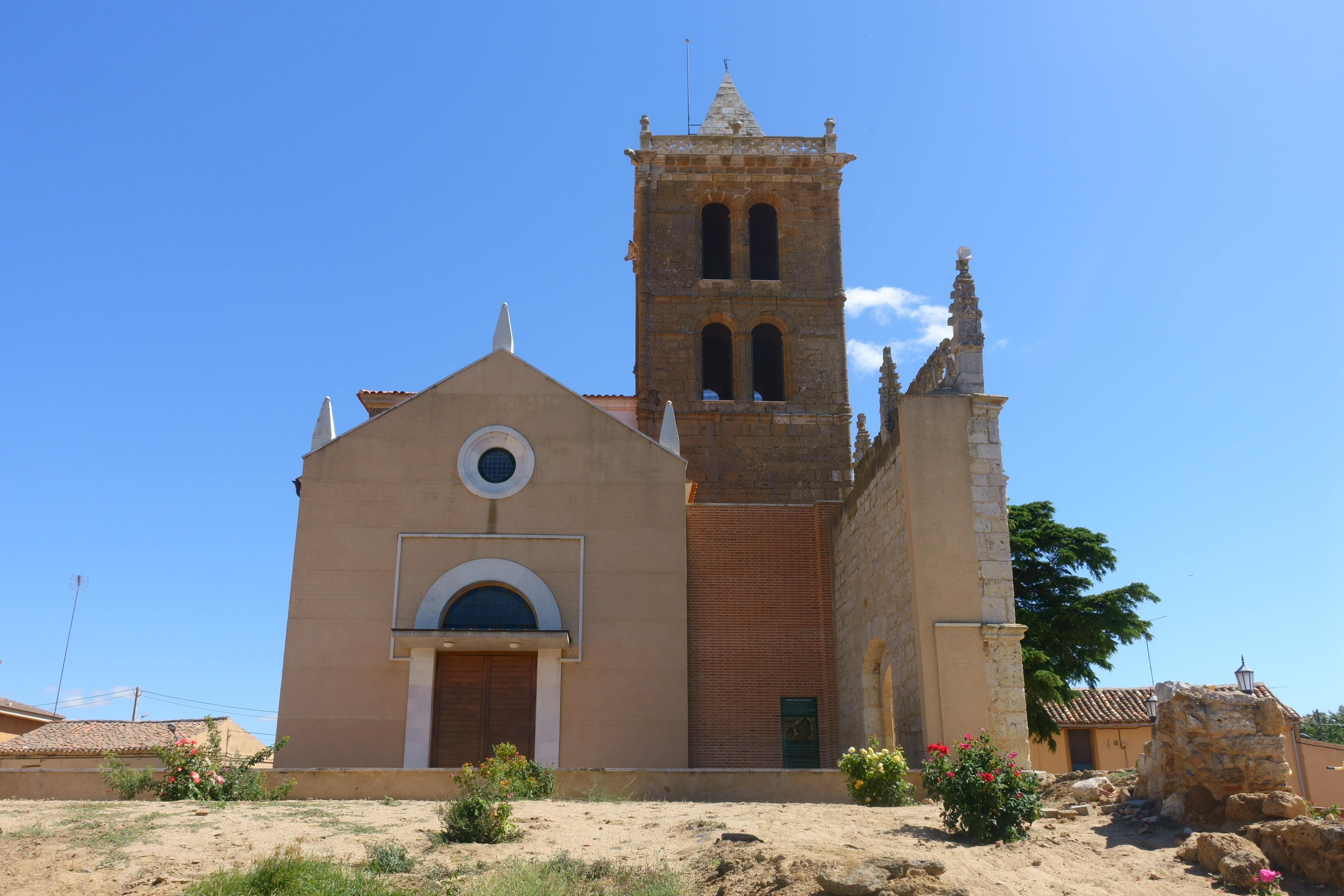
Vinzenzkirche
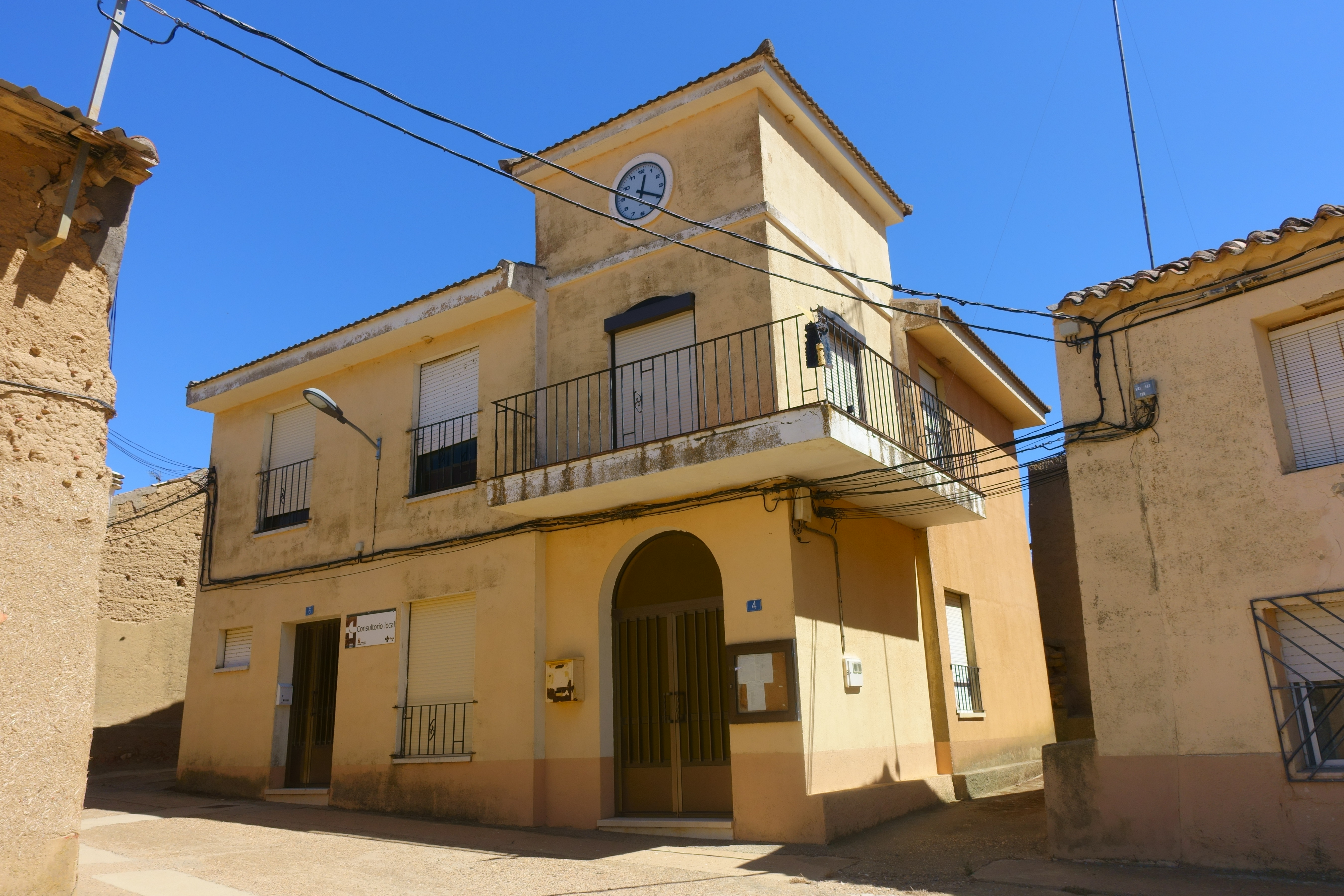
Rathaus